# Castello di Montecuccolo
Das Castello di Montecuccolo ist eine Höhenburg aus dem 11. Jahrhundert im Ortsteil Montecuccolo der Gemeinde Pavullo nel Frignano in der italienischen Region Emilia-Romagna. Sie liegt auf 848 m s.l.m. zusammen mit seiner mittelalterlichen Siedlung, etwa 4 km südwestlich des Hauptortes der Gemeinde.

## Geschichte

### Ursprung
Das erste Mal wurde die Burg 1027 urkundlich erwähnt. Damals gehörte sie den Montecuccolis, von denen der Ort seinen Namen bekam.
Auf einem der Hügel, die Pavullo nel Frignano umgeben, liegt der kleine, mittelalterliche Ort gleichen Namens, wo auch die schöne Kirche San Lorenzo liegt, die 1577 erbaut wurde. Die Burg zeigt, auch wenn sie teilweise beschädigt ist, gut sichtbar die Kennzeichen der ursprünglichen Anlage. Dort wurde am 21. Februar 1609 Raimondo Montecuccoli geboren, ein gerühmter Autor und Condottiere, der, als er die habsburgischen Truppen befehligte, den Vormarsch der Türken auf Wien zurückschlug. Dank einer Reihe von Restaurierungen war es möglich, die Burg wieder für die Öffentlichkeit zugänglich zu machen; heute sind dort das Centro Museale Montecuccoli (CEM) mit dem naturkundlichen Museum von Frignano „Ferruccio Minghelli“ und die Kunstsammlung „Gino Covili“ untergebracht.

### Bau
Die Burg wurde 1019 als Verteidigungsbauwerk errichtet und 1027 fertiggestellt, zusammen mit weiteren, vereinzelten Türmen, wovon der wichtigste der Torre Montecuccolo war, der heute nicht mehr existiert. Innerhalb der Mauern der alten Burg gibt es auch einige religiöse und Kulturstätten, wie die Kirche San Lorenzo, die an der Ostseite der Umfassungsmauer liegt. Dieser Mauerabschnitt wurde 1469 erbaut und im Laufe der Jahre öfters umgebaut. Obwohl dieser Teil der Burg wenig genutzt wird, ist er dennoch zu besichtigen. Noch interessanter ist, dass man ins Innere der Anlage über die Nordseite gelangt, wo sich heute ein Parkplatz befindet, aber das eigentliche Eingangstor wurde auf der Südseite gebaut, wo man, sobald man ins Innere der Burg gelangt ist, viele Wohnhäuser auf der linken Seite sehen kann, ein unterirdisches Restaurant und eine historische Straße, die zu den Fundamenten der Burg führt.

### Heutiger Zustand
Die Burg, die wegen ihres Alters fast schon einzustürzen drohte, wurde ab dem Mai 2009 restauriert und am 13. Februar 2013 wieder für Besucher eröffnet. Insbesondere wurden große Teile der Siedlungshäuser  restauriert und zum kleineren Teil auch die Kirche San Lorenzo. Einige schiefe Türme, die in prekärem Zustand waren, wurden ebenfalls aufgerichtet. Darüber hinaus wurden zwei Museen eingeweiht: Das naturkundliche Museum „Ferrucci Minghetti“ und die Kunstsammlung „Gino Covilli“, was die Burg zu einem Touristenziel machte.

## Nutzung
Die Burg diente als Verteidigungsbauwerk, aber nicht ausschließlich. Es gab:
- einen bewohnbaren Palast
- eine mittelalterliche Kirche
- einen Platz für Treffen und Feste (heute nur noch Durchgang für touristische Besuche)